# Mbemba Ngango
Mbemba Ngangu: es un barrio de la ciudad del Uíge. Su nombre deriva del nombre de un jefe militar, denominado por Mbemba Ngangu.

## Etimología del Nombre
El nombre Mbemba Ngangu deriva del Kikongo (mbemba) que significa Abutre; Mbemba ya Ngangu,o "ngangu", significando inteligencia o Sabiduría.

### Fundación
El Barrio ya era habitado antes de la tiempo colonial desde 1917, año en que la vila del Uíge pasó a ser considerada una ciudad. Fuentes históricas (oráis), confirman que la primera parte del barrio converge con los límites urbanos de este, sin embargo, solamente 40 años después década de 1960 cuando comenzaron a crecer grandemente las casas de los nativo.
Este fenómeno, se debió al inicio de la Lucha de Liberación Nacional de Angola. Pues, los nativos que provenían de los municipios ocupaban las casas que los colonialistas abandonaban; una vez que estas casas de la zona urbana no servían para todos, comenzando así a nacer los subúrbios en torno a la ciudad donde un déstes recibió el nombre de Mbemba Ngangu. Así, se puede decir que este barrio comenzó a ser más habitado alrededor de la década de 1960  siendo que desde el inicio, fue mayoritariamente habitado por nativos provenientes de los municipios del Ambuíla y del Bembe.
En cuanto a atribución del nombre Mbemba Ngangu, los antiguos habitantes relatan que en la época colonial, el área urbana de este barrio era llamada por barrio "Económico" (nombre atribuido por los portugueses).